# فرانك ميتشيل (لاعب كرة قدم)
فرانك ميتشيل (بالإنجليزية: Frank Mitchell)‏ هو مدرب كرة قدم ولاعب كرة قدم بريطاني (وحمل سابقاً جنسية المملكة المتحدة لبريطانيا العظمى وأيرلندا) في مركز حراسة المرمى، ولد في 25 مايو 1890 في المملكة المتحدة. لعب مع نادي إيفرتون ونادي ترانمير روفرز لكرة القدم ونادي ليفربول.